# Radoslava Mavrodieva
Radoslava Yankova Mavrodieva (en búlgaro: Радослава Янкова Мавродиева, Sliven, 13 de marzo de 1987) es una deportista búlgara que compite en atletismo, especialista en la prueba de lanzamiento de peso.
Ganó tres medallas en el Campeonato Europeo de Atletismo en Pista Cubierta entre los años 2015 y 2019.

## Palmarés internacional
| Campeonato Europeo en Pista Cubierta | Campeonato Europeo en Pista Cubierta | Campeonato Europeo en Pista Cubierta | Campeonato Europeo en Pista Cubierta |
| Año                                  | Lugar                                | Medalla                              | Prueba                               |
| ------------------------------------ | ------------------------------------ | ------------------------------------ | ------------------------------------ |
| 2015                                 | Praga (República Checa)              | Medalla de bronce                    | Peso                                 |
| 2017                                 | Belgrado (Serbia)                    | Medalla de plata                     | Peso                                 |
| 2019                                 | Glasgow (Reino Unido)                | Medalla de oro                       | Peso                                 |